# Erebia valmaritima
Erebia valmaritima är en fjärilsart som beskrevs av Alessandro Floriani 1965. Erebia valmaritima ingår i släktet Erebia och familjen praktfjärilar. Inga underarter finns listade i Catalogue of Life.